# Louis Charles d’Albert

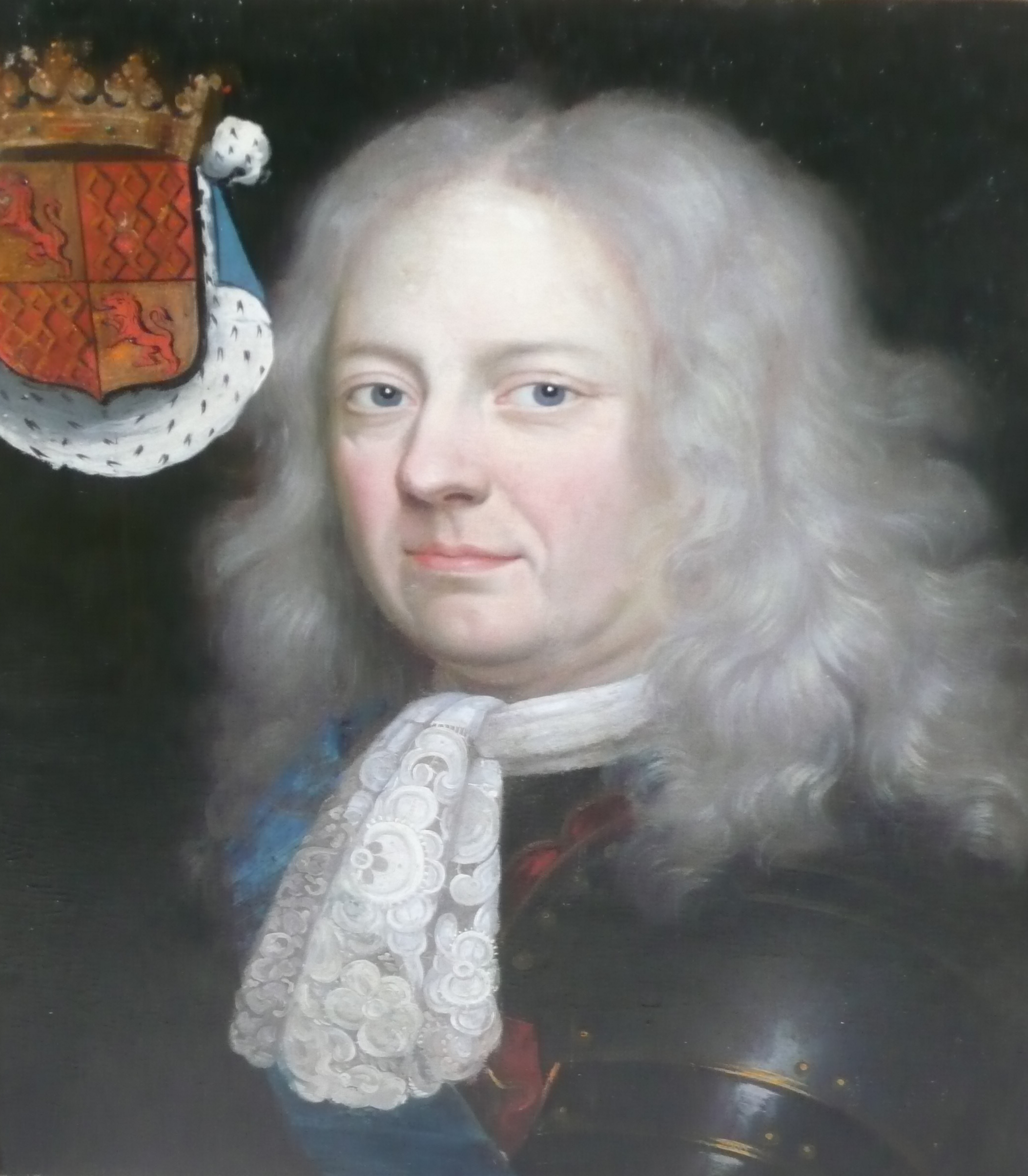
Louis Charles d’Albert Duc de Luynes, Pair de France.

Louis-Charles d’Albert de Luynes (* 25. Dezember 1620 im Palais du Louvre; † 10. Oktober 1690, Paris), der zweite Duc de Luynes und Pair von Frankreich, war ein französischer Übersetzer und Moralist. Er war der Erste, der die Werke von René Descartes aus dem Lateinischen ins Französische übersetzte.

## Biographie
Als Sohn von Charles d’Albert, dem ersten Duc de Luynes, einem Favoriten von Ludwig XIII., und von Marie de Rohan wurde de Luynes bereits im Alter von 19 Jahren am 24. November 1639 als Pair ins Parlament aufgenommen. Und schon am 2. August 1640 zeichnete er sich als „Mestre de camp“ aus, als er als Anführer eines Regiments vor Arras gegen die Spanier kämpfte. Am 6. Januar 1643 wurde er zum Groß-Falkner (Grand Fauconnier de France) ernannt und am 31. Dezember 1661 zum Ritter des Ordens vom Heiligen Geist geschlagen. Er lebte lange mit den Solitaires de Port-Royal (Einsiedlern von Port-Royal), wo er das Château de Vaumurier (Vaumurier) in unmittelbarer Nachbarschaft zur Abtei Port-Royal des Champs errichten ließ. Dort empfing er unter anderen Blaise Pascal und den jungen Jean Racine und beteiligte sich an einer ganzen Reihe von  intellektuellen Werken der „Messieurs de Port-Royal“ wie der Übersetzung des Neuen Testaments.
Auch die Méditations métaphysiques von Descartes übersetzte er ins Französische (1647) und verfasste viele Werke zu Moral und Frömmigkeit.
Nach seinem Tod wurde er beigesetzt in der Église de l’Hôpital in Luynes, die er gegründet hatte.

## Familie
Er war drei Mal verheiratet:
Erste Ehe: 23. September 1641, Louise Marie Seguier, Marquise d'O (1624–13. September 1651). Mit ihr hatte er sechs Kinder:
- Hercule Louis (1644–1645)
- Marie Louise (1645–1728)
- Charles-Honoré (1646–1712)
- Henriette Thérèse (1647–1699)
- Thérèse (1651)
- Félix Paul (1651)

Zweite Ehe: 4. September 1661, Anne de Rohan (1640–1684). Mit ihr hatte er acht Kinder:
- Françoise Paule Charlotte (1662–1670)
- Marie Anne (1663–1679) ⚭ Charles III. de Rohan, Prince de Guémené
- Marie Charlotte Victoire (1667–1701) ⚭ Alexandre Albert François Bathélémy 4. Duc und 2. Prince de Bournonville
- Catherine Angélique (1668–1746) ⚭ Charles Antoine II Gouffier, Marquis de Heilly
- Jeanne-Baptiste (1670–1736), Comtesse de Verrue, Geliebte von Viktor Amadeus II. von Sardinien-Piemont
- Louis-Joseph, Prince de Grimberghen (1672–1758)
- Charles-Hercule, Herzog von Chevreuse (1674–1734)
- Jeanne Thérèse (1675–1756)

Dritte Ehe: 23. Juli 1685, Marguerite d’Aligre (1641–26. September 1722), Tochter von Étienne II. d’Aligre

## Werke (Auswahl)
- Le grand chemin de la vraye Eglise, historiquement démontré par l’origine & la suite des traditions divines, apostoliques & ecclésiastiques ... (Der große Weg der wahren Kirche, historisch dargelegt aus dem Ursprung und aus den göttlichen Traditionen, apostolischen und kirchlichen ...)
- Les devoirs des seigneurs dans leurs terres. Suivant les ordonnances de France. Divisez en trois parties. (Die Aufgaben der Herren in ihren Ländereien. Nach den Ordnungen Frankreichs. In drei Abteilungen)
- Les quarante homélies ou sermons de saint Grégoire le Grand, pape... sur les évangiles de l’année. (40 Predigten von Gregor dem Großen ... über die Evangelien des Jahres)
- Lettre d’un ancien Pere de l’Eglise, a une dame illustre nommée Celancie. Qui contient de tres-excellentes instructions pour les personnes engagées dans le monde. (Briefe eines alten Kirchenvaters an eine vornehme Dame mit Namen Celancie. Diese enthalten sehr gute Instruktionen für dei Menschen, die in der Welt beschäftigt sind.)
- Meditationes de prima philosophia. (zu Descartes)
- Morales sur Job.
- Tradition de l’Eglise touchant l’Eucharistie, recueillie des saints Pères et autres auteurs ecclésiastiques, divisée en cinquante-deux offices. (Traditionen der Kirche die das Heilige Abendmahl betreffen, zusammengestellt aus den Schriften der Väter und anderer kirchlicher Autoren, unterteilt in 52 Offizien.)

### Übersetzung
- Les méditations métaphysiques de René Descartes: touchant la première philosophie. – 2. éd., rev. & corr. par le trad. et augm. de la version d’une lettre de Mr. Des-Cartes au R. P. Dinet & de celle des septiesmes objections & de leurs responses. Paris 1661. (Die Meditations Metaphysiques von Descartes: was die Prima Philosophia berührt. - mit den sieben Problemen und deren Beantwortung.)
- Divers ouvrages de piété, tirés de S. Cyprien, S. Basile... traduits nouvellement en français par le sieur de Laval. 2de édition (verschiedene Werke der Frömmigkeit, von Cyprian von Karthago, Basilius der Große,...)